# Gualdo
Gualdo é uma comuna italiana da região dos Marche, província de Macerata, com cerca de 920 habitantes. Estende-se por uma área de 22 km², tendo uma densidade populacional de 42 hab/km². Faz fronteira com Amandola (FM), Penna San Giovanni, San Ginesio, Sant'Angelo in Pontano, Sarnano.

## Demografia
| Variação demográfica do município entre 1861 e 2011                               |
|                                                                                   |
| Fonte: Istituto Nazionale di Statistica (ISTAT) - Elaboração gráfica da Wikipedia |